# Tommy Flanagan
Para el actor, véase Tommy Flanagan (actor)
Thomas Lee Flanagan (Detroit, 16 de marzo de 1930 - Nueva York, 16 de noviembre de 2001) fue un pianista estadounidense de jazz, calificado como neo-bopper por parte de la crítica especializada. Fue, con todo, un multiinstrumentista, pues tocaba también el clarinete, el saxo, el contrabajo y el vibráfono.
Es recordado especialmente como acompañante de la cantante Ella Fitzgerald. Tocó en un gran número de grabaciones prestigiosas, como es el caso de los discos Giant Steps de John Coltrane, Saxophone Colossus de Sonny Rollins, The Incredible Jazz Guitar of Wes Montgomery y Straight Life de Art Pepper.

## Biografía

### Comienzos
Las primeras influencias de Flanagan incluyeron a Art Tatum y a Teddy Wilson, a quienes escuchó en la radio y tocando en el área de Detroit, así como a Nat King Cole y los pianistas locales Earl Van Riper y Willie Anderson. Sin embargo Flanagan y sus amigos estaban más interesados en el nuevo bebop, como el del pianista Bud Powell, que tenía una gran influencia en el pensamiento musical y la improvisación de Flanagan.

### 1945-1955 - Alrededor de Detroit
El primer concierto de Flanagan fue alrededor de 1945, con el trombonista Frank Rosolino. La edad de Flanagan significaba que él no podía permanecer en el área del público del club. De adolescente, tocó en una banda liderada por Lucky Thompson que también tenía a Pepper Adams y Kenny Burrell. Todavía en su adolescencia, Flanagan también tocó el piano para algunas apariciones de Charlie Parker en Detroit. Durante 1949 Flanagan tuvo su primes stage en el Blue Bird de Detroit. En 1950 tocó con Rudy Rutherford, hasta que el clarinetista regresó a la banda Count Basie. Flanagan entonces tocó jazz y blues con el saxofonista George Benson en Toledo, antes de ser reclutado en el ejército en 1951.
Después de la formación básica en Fort Leonard Wood, Misuri, Flanagan audicionó como pianista para un espectáculo del ejército. Obtuvo el papel, lo que le impidió ser enviado a la guerra de Corea en ese momento, pero alrededor de un año más tarde fue enviado a Kunsan, con la guerra en curso. Allí trabajó como operador de cine. Después de dos años de servicio fue dado de alta y regresó a Detroit, donde pronto se convirtió en pianista en el Blue Bird de nuevo. Trabajó de nuevo con Burrell, así como con Donald Byrd y Yusef Lateef, entre otros.

### 1956-principios de 1978 - Traslado a Nueva York
Flanagan se trasladó a Nueva York en 1956. No estaba seguro de cuánto tiempo se quedaría ya que fue acompañando a Burrell. Flanagan pronto encontró trabajo en clubes y estudios, incluyendo la grabación de Detroit - New York Junction con Thad Jones en marzo. Más tarde graba, esta vez con Miles Davis y Sonny Rollins, para algunas pistas de Collectors. Rollins era el líder de otra sesión tres meses más adelante: Saxophone Colossus, que fue etiquetado de obra maestra indiscutible por la guía Penguin de jazz.
Flanagan también acompañó a Ella Fitzgerald en 1956, durante alrededor de un mes, incluyendo el Newport Jazz Festival. Más tarde ese año se unió al trombonista J. J. Johnson, con quien grabó varios álbumes en 1957 y luego recorrió Europa. Mientras en Suecia, Flanagan, con el bajista Wilbur Little y el batería Elvin Jones, registró su primer álbum como líder, Overseas. A finales de 1957 formó parte de la banda de Miles Davis durante un corto período, antes de regresar con Johnson a principios del año siguiente, para otra estancia de 10 meses. Un período que conduce su propio trío en 1958 para luego unirse al trombonista Tyree Glenn.
A lo largo de la década de 1950 y principios de 1960 Flanagan hizo apariciones frecuentes en estudios de grabación, para un gran número de líderes y sellos discográficos. En mayo de 1959 fue parte de una grabación innovadora: Giant Steps de John Coltrane, descritos por The Penguin Guide to Jazz como el "primer registro genuinamente icónico" del saxofonista. La complejidad técnica de la música, en particular de la canción principal, significó que hubo numerosas tomas rechazadas y la toma inicialmente lanzada de Giant Steps es una rara muestra en que Flanagan suena inseguro. Al año siguiente Flanagan era uno delos miembros del cuarteto que hizo The Incredible Jazz Guitar of Wes Montgomery. Su manera de tocar complementaba la del guitarrista, utilizando la fuerza controlada sobre los números de bebop y la delicadeza en las baladas. 
Flanagan estuvo después con el trompetista Harry Edison en 1959-60 y con el saxofonista tenor Coleman Hawkins en 1961-62, incluyendo una gira por el Reino Unido. En este período, Flanagan grabó álbumes para varios líderes como Lionel Hampton, Jo Jones, y Pee Wee Russell, así como uno con Edison y alrededor de 10 con Hawkins. Flanagan tocó después con el guitarrista Jim Hall y el bajo Percy Heath como trío en Nueva York.
En 1962, el empresario de jazz Norman Granz le pidió que se convirtiera en el acompañante a tiempo completo de Ella Fitzgerald. Flanagan estaba buscando un trabajo más estable que con Hawkins, por lo que aceptó.  Trabajó con Fitzgerald de 1962 a 1965. Recorrieron todo el mundo, incluido Japón en 1964. También tocó con otras bandas cuando no fue requerido por la vocalista. Tuvo una breve reunión con Rollins en 1965. Más tarde, el mismo año, Flanagan dejó Fitzgerald y formó parte de New York Jazz Sextet de Art Farmer, que registró Group Therapy.
Flanagan volvió a trabajar con Fitzgerald en 1968. Además de ser su pianista, sobre todo como parte de un trío, era su director musical. Su popularidad significaba que se requerían muchas giras: 40-45 semanas al año, incluyendo al menos una gira por Europa al año (29 ciudades en 1970, por ejemplo). Durante estos conciertos, Flanagan tocó a menudo como parte de su trío, sin la cantante. En 1974, otra vez comenzó a registrar como líder: su lanzamiento del trio de 1975, The Tommy Flanagan Tokio Recital, era su primer disco como líder desde 1960. Antes de estas actuaciones, había sentido que su técnica era inadecuada para un solista, pero disfrutó de la exposición adicional de ser líder, así que decidió continuar. Flanagan terminó su papel con Fitzgerald en 1978, después de sufrir un ataque del corazón. Después del ataque al corazón, dejó de fumar, redujo su consumo de alcohol e hizo ejercicio caminando más de lo que había hecho previamente.

### De finales de 1978-2001 - Después de Ella Fitzgerald
Poco después de dejar a Fitzgerald, Flanagan tocó el piano solo en Nueva York. En 1979 fue invitado en la primera serie de los programas de radio del jazz de Marian McPartland. Continuó trabajando con otros intérpretes, incluyendo tríos con Tal Farlow y Red Mitchell en 1980. Durante la mayor parte de los años ochenta encabezó un trío que incluyó al bajista George Mraz y varios bateristas. Alrededor de 1990 Flanagan se concentraba en sus propias apariciones y grabaciones en lugar de actividades como sideman. A principios de los 90, Mraz fue reemplazado por Peter Washington.
La reputación de Flanagan creció gradualmente después de pasar por ser principalmente un acompañante: en un artículo de 1992, el crítico Leonard Feather sugirió que "Flanagan es el pianista que es más probable que sea nombrado ídolo personal por otros pianistas de jazz, ya sean veteranos del swing o vanguardistas ". Esto lo hacía más exigente; La carga de trabajo puede haber contribuido a su colapso en 1991 y posterior terapia de cirugía de bypass. Volvió a tocar al cabo de unas semanas, pero también volvió al hospital para el tratamiento de un aneurisma. Flanagan recibió el Premio danés Jazzpar en 1993.  Tres años más tarde, él fue seleccionado para una dotación nacional para la beca de los maestros del jazz de las artes. En 1990, 1993 y 1997, Flanagan recorrió Japón, donde era muy popular, con 100 dedos de oro, un grupo de 10 pianistas. 
Flanagan continuó siendo elogiado por la elegancia de su interpretación - el crítico Ben Ratliff comentó en 1998 que el trío con Washington y el baterista Lewis Nash era "de manera controlada y elegante, uno de los tríos de piano más extraordinariamente coordinados en la historia del jazz ". A pesar del elogio casi unánime de críticos y músicos por las grabaciones de Flanagan y las actuaciones de conciertos después de que dejó a Fitzgerald, no consiguió un contrato de grabación con un sello importante para más de un álbum.
A finales de octubre de 2001, Flanagan tocó en un tributo de John Coltrane en el San Francisco Jazz Festival. Al mes siguiente, fue admitido en el hospital Mount Sinai en Manhattan; Menos de quince días después, el 16 de noviembre, murió allí, por complicaciones relacionadas con el aneurisma que había sufrido una década antes.

## Vida personal
Flanagan se casó por primera vez en 1960, con Ann. La pareja tuvo un hijo y dos hijas, y se divorció a principios de los años setenta. Ann murió en un accidente automovilístico en 1980. La madre de Flanagan murió en 1959, y su padre en 1977. Flanagan se casó con Diana, su segunda esposa, en 1976. Le sobrevivieron Diana, los tres hijos de su primer matrimonio y seis nietos.
Flanagan era generalmente discreto, reservado y amable. Su personalidad fue resumida por su segunda esposa: "Su mansedumbre y tranquilidad son engañosas, es un hombre fuerte y tiene mucho espíritu y firmeza."

## Estilo musical
El estilo de Flanagan era al mismo tiempo modesto y excepcionalmente musical. Manifestaba muchas de las más importantes cualidades asociadas con el jazz: swing, sofisticación armónica, invención melódica, sentido del blues y humor. Flanagan apareció en gran cantidad de discos innovadores. 
Aunque reconoció la influencia de otros pianistas, Flanagan afirmó que "me gusta tocar como un trompetista, como si estuviera soplando en el piano, lo que me preocupa es el sonido de una pieza, su tonalidad general".  En los conciertos, Flanagan solía interpretar una serie de obras de compositores y una vez que se había establecido como un líder de grupos pequeños, tocaba canciones de Tadd Dameron, Duke Ellington, Benny Golson, Thad Jones, Tom McIntosh y Thelonious Monk. 

## Premios e influencia
La influencia de Flanagan sobre los pianistas se extendió desde sus contemporáneos a las generaciones posteriores. Los contemporáneos incluyeron a sus compañeros Detroit Barry Harris y Roland Hanna.  Alan Broadbent también reconoció a Flanagan como una influencia, al igual que Helen Sung, que cambió de ser un pianista de música clásica a un jazz después de oír el swing y la lógica de un solo de Flanagan. Kenny Barron describió a Flanagan como su "héroe" y declaró admirar el tacto y fraseo del hombre mayor desde que lo escuchó en la escuela secundaria: "Se convirtió en una influencia y siguió siendo una influencia hasta el día que murió - y todavía lo es."
Tommy Flanagan es mencionado por el autor japonés Haruki Murakami en el cuento Chance Encounter, donde se describe una experiencia personal durante una interpretación de Flanagan.
A lo largo de su carrera, Flanagan fue nominado a cuatro Premios Grammy, dos por la Best Jazz Performance (Grupo) y dos por la Best Jazz Performance (Solo). 

## Discografía

### Como líder
- 1957 - The Cats (New Jazz Records NJLP 8217) con John Coltrane y Kenny Burrell
- 1957 - Oveseas (Prestige Records PRLP 7134)
- 1957 - In Stockholm 1957 (Dragon Records (SW) DRLP 87)
- 1957 - Jazz...It's Magic (Regent Records MG 6055) con Curtis Fuller
- 1958 - Mainstream 1958 (Savoy Records MG 12127) con Wilbur Harden
- 1959 - Lonely Town (Blue Note Records GP 3186)
- 1960 - The Tommy Flanagan Trio (Moodsville Records MVLP 9)
- 1960 - Motor City Scene (Bethlehem Records BCP 6056)
- 1974 - Solo Piano (Storyville Records 1018387)
- 1975 - The Tokyo Recital (Pablo Records 2310-724)
- 1976 - Positive Intensity (CBS/Sony Records 25AP-447)
- 1977 - Eclypso (Enja Records 2088)
- 1977 - Confirmation (Enja Records 4014)
- 1977 - Montreux '77 (Pablo Live Records 2308-202) y (OJCCD 372-2)
- 1977 - Ella Fitzgerald with The Tommy Flanagan Trio - Montreux '77 (Pablo Live Rec. 2308-206)
- 1977 - Alone Too Long (Denon Records COCY 3795)
- 1978 - Our Delights (Galaxy Records GXY 5113) con Hank Jones
- 1978 - More Delights (Galaxy Records GXY 5152) con Hank Jones
- 1978 - Something Borrowed, Something Blue (Galaxy GXY 5110)
- 1978 - Plays the Music Music of Harold Arlen (Interplay Records DIW 328CD)
- 1978 - Ballads and Blues (Enja Records 3031)
- 1978 - The Super Jazz Trio (Baystate Records RVJ-6033)
- 1978 - Together (Denon Records COCY 3796) con Kenny Barron
- 1979 - The Super Jazz Trio with Art Farmer-Something Tasty (Baystate Rec. RVJ-6056)
- 1979 - Communication Live at Fat Tuesday's New York, Vol.1 (Paddle Wheel Rec. GP 3224)
- 1979 - Communication Live at Fat Tuesday's New York, Vol.2 (Paddle Wheel Rec. K28P-6056)
- 1980 - Super-Session (Enja Records 3059)
- 1980 - The Super Jazz Trio-The Standard (Baystate Records RVJ-6089)
- 1980 - You're Me (Phonastic Records (SW) PHONT 7528) con Red Mitchell
- 1980 - Presents Five Giants of Jazz (H.D. Records 629)
- 1981 - Three for All (Enja Records 3081) con Phil Woods y Red Mitchell
- 1981 - ...And a Little Pleasure (Uptown Records UP 27.06) con J.R. Monterose
- 1981 - The Magnificent Tommy Flanagan (Progressive Records PRO 7059)
- 1981 - Tommy Flanagan Trio-Speak Low (Progressive Records CECC 00358)
- 1981 - My Funny Valentine (Timeless Records SJP 162) con Red Rodney
- 1982 - Giant Steps (Enja Records 4022)
- 1982 - A Dream Comes True (Soul Note Records SN 1047) con Lilian Terry
- 1982 - Good Girl (Soul Note Records SN 1063) con Kim Parker
- 1982 - Thelonica (Enja Records 4052)
- 1983 - Hank jones + Tommy Flanagan on Two Concert Grand Pianos-I'm All Smiles (MPS Records MPS Rec. 15594)
- 1983 - The Master Trio Featuring Tommy Flanagan/Ron Carter/Tony Williams (Baybridge Rec. KUX 183-B)
- 1983 - The Master Trio Featuring Tommy Flanagan/Ron Carter/Tony Williams-Blue in the Closet (Baybridge Rec. KUX 187-B)
- 1985 - The Art Ellefson Quartet Featuring Tommy Flanagan (Unisson Records DDA 1005)
- 1986 - Nights at the Vanguard (Uptown Records UP 27.29)
- 1988 - Here' to My Lady (Chesky Records CJD 1) con Phil Woods
- 1989 - Jazz Poet (Timeless Records SJP 301) y (Alfa Jazz Records ALCR 30)
- 1990 - Beyond the Bluebird (Timeless Records CDSJP 350)
- 1990 - Like Someone in Love (Yamaha Records PYPA 1085)
- 1993 - Flanagan's Shenanigans (Storyville Records STCD 4191)
- 1993 - Let's (Enja Records ENJ 8040-2)
- 1993 - Lady Be Good...For Ella (Groovin' High 521 617-2)
- 1996 - Sea Changes (Alfa Jazz Records ALCB 3907)
- 1997 - Sunset and the Mockingbird (Blue Note Records 7243 4 93155-2)
- 1999 - Tommy Cecil/Tommy Flanagan/Billy Hart/Gary Bartz/Paul Bollenback/Cyro Baptista-Samba for Felix (Slider Music Rec. SM 3003)

### Como acompañante
- Detroit-New York Junction con Thad Jones (1956; Blue Note)
- Introducing Kenny Burrell con Kenny Burrell (1956; Blue Note)
- Collector's Items con Miles Davis (1956; Prestige)
- The Magnificent Thad Jones con Thad Jones (1956; Blue Note Records)
- Saxophone Colossus con Sonny Rollins (1956; Prestige Records)
- Kenny Burrell and John Coltrane con John Coltrane (1958; Original Jazz Classic)
- BLUES ette con Curtis Fuller (1959; Savoy)
- Motor City Scene con Thad Jones (1959; United Artists Records)
- The Incredible Jazz Guitar of Wes Montgomery con Wes Montgomery (1960; Riverside Records)
- Swingin' With Pee Wee con Pee Wee Russell (1960; Prestige)
- Giant Steps con John Coltrane (1960; Atlantic Records)
- Night Hawk con Coleman Hawkins (1960; Prestige Records)
- Gemini con Les Spann (1961; Jazzland Records)
- Desafinado con Coleman Hawkins (1962; Impulse! Records)
- Opening Remarks con Ted Dunbar (1978; Xanadu Records)
- Straight Life con Art Pepper (1979; Galaxy)
- Chromatic Palette con Tal Farlow (1981; Concord Records)
- A Little Pleasure dueto con J.R. Monterose (1981; Reservoir)